# Königliche Villa (Berchtesgaden)

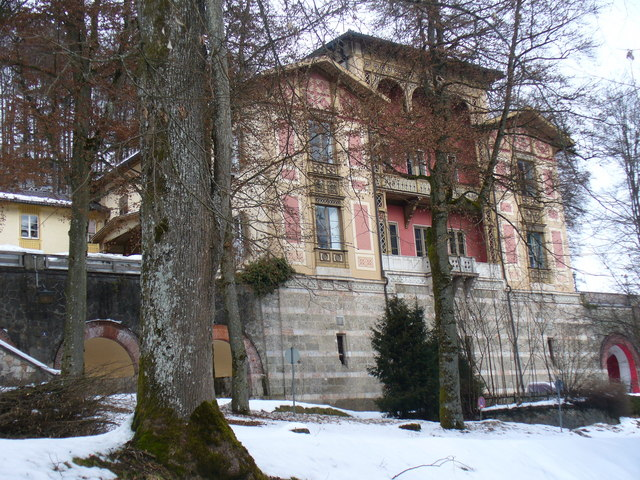
Südseite der Königlichen Villa, vom Luitpoldpark aus gesehen

Die Königliche Villa (auch: Max Villa oder Villa Max) in Berchtesgaden wurde im Auftrag des bayerischen Königs Maximilian II. nach Plänen des Architekten Ludwig Lange zwischen 1849 und 1852 erbaut. Sie ist denkmalgeschützt und steht westlich des Marktzentrums an der Kälbersteinstraße oberhalb des 1893 eröffneten Luitpoldparks.

## Bau- und Nutzungsgeschichte
Erbaut auf dem Grund des Brandholzlehens wurde die Königliche Villa 1860 noch mit dem „Musikstöckl“ um einen Erweiterungsbau ergänzt. Maximilian II. hatte wie seine Vor- und Nachfahren viele Sommer im Königlichen Schloss verbracht. In der von ihm errichteten Königlichen Villa wiederum hatten dann seine beiden Söhne Otto und der spätere Märchenkönig Ludwig II. als Kinder „zwischen 1853 und 1863 immer wieder die Sommerferien“ verlebt. Allerdings wird bereits seit Ende des 19. Jahrhunderts auch ein Vorfall im Park der Königlichen Villa kolportiert, der Ludwig II. bereits ab 1857 gegen Berchtesgaden eine heftige Abneigung fassen ließ und ihn nach dem Tod des Vaters (1864) für lange Zeit von weiteren Besuchen der Villa abhielt.

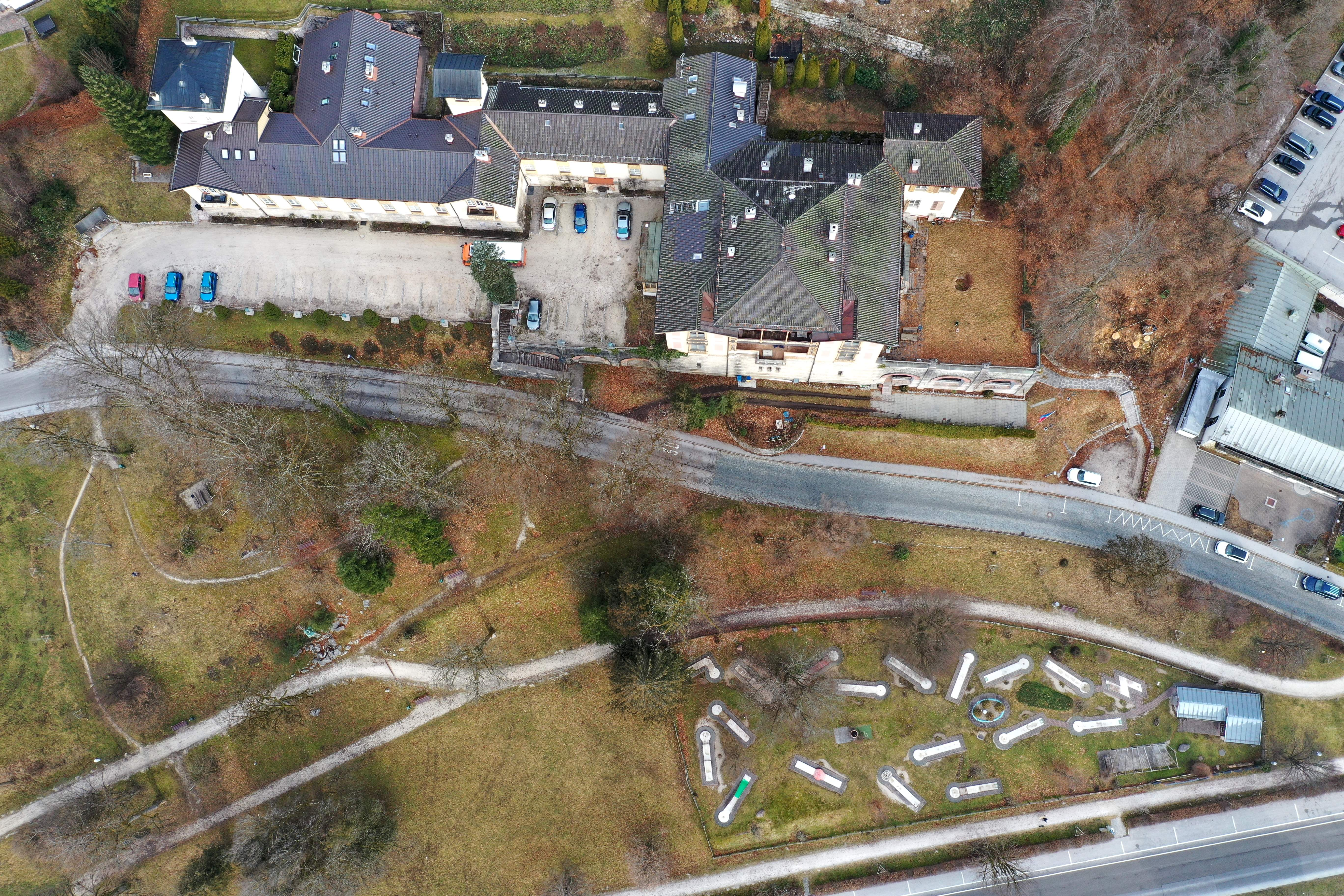
Drohnenaufnahme Königliche Villa, darunter der Luitpoldpark

Nicht zur Familie gehörende Gäste in der Villa waren u. a. ab 1875 die Königin von Schweden Sophia von Nassau (1836–1913) sowie der Prinz und Generalfeldmarschall Friedrich Karl von Preußen (1828–1885). Aus der bayerischen Königsfamilie weilten in der Villa noch Prinz Adalbert (1828–1875) mit seiner Tochter Isabella (1863–1924), von 1889 bis 1891 Adalberts weitere Kinder Prinz Alfons (1862–1933) mit Gemahlin sowie anschließend die Prinzessinnen Elvira (1868–1943) und Clara (1874–1941). 1903 bewohnte Rupprecht von Bayern (1869–1955) als letzter Kronprinz von Bayern zusammen mit seiner Familie das erste Mal die Villa, in der Jahre später auch am 27. August 1914 sein Sohn, der erst 13-jährige Erbprinz Luitpold, an Kinderlähmung verstarb.
Zuletzt noch von Prinzregent Ludwig (1845–1921) bis 1918 genutzt, wurde die Königliche Villa nach Auseinandersetzungen zwischen Bayern und dem Haus Wittelsbach ab 1922 vom Wittelsbacher Ausgleichsfonds verwaltet. Bereits Anfang der 1920er Jahre war ein Teil des Gebäudes in Wohnungen umgewandelt; alles Andere fand vor dem  Zweiten Weltkrieg nacheinander Nutzung als „höhere Unterrichtsanstalt“ (bzw. als Mittelschule), Ausstellungsraum des örtlichen Künstlerbundes (ein Saal ab 1920, später in der Orangerie), „Café Bubestinger“ (ab 1927) bzw. „Kur-Café Königliche Villa“, letzteres verbunden mit einem ersten Umbau.
Nach dem Krieg diente die Villa als Jugendhaus, Café und Großmarkt. 1975 wurde sie an einen Privatmann veräußert und 1983/84 schließlich in etwa 30 Eigentumswohnungen aufgeteilt. Erbaut nach italienischen Vorbildern und umgeben von einem alpinen Landschaftsgarten, weist heute darauf „markant“ nur noch das mit Bögen versehene mächtige Postament hin, auf dem sich durch Risaliten gegliederte Gebäudeteile, Terrassen sowie ein Belvedere-Turm befinden. Auch die große Haupttreppe, Malereien im Treppenhaus sowie einige weitgehend original erhaltene Zimmer bzw. Teile davon sind im ursprünglichen Zustand. Ansonsten haben all die Umbaumaßnahmen Teile der Villa stark verunklärt.